# John Gill Lemmon
John Gill Lemmon (2 de enero de 1832 - 1908) fue un botánico, y pteridólogo, especialista en forestales, escritor, explorador estadounidense. Se recibió de docente en «Michigan State Normal».
Trabajó especialmente para el «California State Board of Forestry», siendo botánico de 1887 a 1891. Completó su M.Sc. con la obra «Trees of West America» (Árboles de América Occidental).

## Algunas publicaciones
- "Ferns of the Pacific
- "Handbook of West America"
- "Conebearers" (alcanzó su 4ª ed.)
- "Recollections of Rebel Prisons"
- "Marine Algae of the West"
- "Western Ferns" (Helechos del Oeste)

### Libros
- 1892.  Hand-book of West-American Cone-bearers: Approved English Names with Brief Popular Descriptions of the Cone-bearing Trees of the Pacific Slope North of Mexico and West of Rocky Mountains. Ed. Pacific Press Pub. Co. 24 pp. ISBN 2941221548 453 KB
- 1902a. Oaks of the Pacific Slope. 19 pp. ISBN 2944326585
- 1902b.  How To Tell The Trees And Forest Endowment Of Pacific Slope, First Series, The Cone-bearers: Also, Some Elements Of Forestry With Suggestions. Ed. Kessinger Publishing. 76 pp. ISBN 1-4368-7824-1

- La abreviatura «Lemmon» se emplea para indicar a John Gill Lemmon como autoridad en la descripción y clasificación científica de los vegetales.[1]